# Vasilij Pavlovič Mžavanadze
Vasilij Pavlovič Mžavanadze (in georgiano: ვასილი მჟავანაძე; in russo Василий Павлович Мжаванадзе?; Kutaisi, 20 settembre 1902 – 15 settembre 1988) è stato un politico sovietico, Primo Segretario del partito comunista della RSS georgiana dal settembre 1953 al 28 settembre 1972. Fu licenziato dopo un grave scandalo di corruzione, venendo sostituito da Eduard Shevardnadze.

## Biografia
Mžavanadze prestò servizio nell'Armata Rossa come commissario politico durante la Seconda guerra mondiale. Dopo la guerra, divenne vice-comandante per gli affari politici del distretto militare di Kiev in SSR Ucraina, sotto l'amministrazione del leader del partito comunista ucraino (e in seguito leader sovietico) Nikita Chruščëv.
La Georgia a quel tempo era governata dai sostenitori di Lavrentij Pavlovič Berija, che era stato il Primo segretario Partito Comunista di Georgia dal 1931 al 1938. Nel luglio 1953, dopo la morte del leader sovietico Iosif Stalin e l'arresto di Berija, la leadership del partito comunista georgiano venne cancellata e sostituita dai sostenitori di Chruščëv.
Mžavanadze fu promosso alla guida del partito comunista in Georgia, diventando Primo Segretario nel settembre 1953. In una ostentazione senza precedenti della presenza militare nell'arena politica, Mžavanadze venne fatto entrare nel comitato centrale georgiano dai generali Aleksej Inauri e Aleksej Antonov. Quando Chruščëv diventò Segretario generale del PCUS nel 1957, Mžavanadze venne designato a diventare un candidato (senza diritto di voto), nel Politburo sovietico. Diventandone un membro a pieno titolo nel 1966.
La Georgia prosperò durante il mandato di Mžavanadze in un contesto di corruzione. Mžavanadze stesso diventò un simbolo della corruzione e inefficienza della governance. Egli fu accusato della vendita all'asta di posti di lavoro, di intascare e gestire i fondi di Stato e fabbriche illegali per il proprio arricchimento; sua moglie Tamara, soprannominata la Regina Tamara dopo la famosa regina medievale georgiana Tamara di Georgia, divenne famosa per i suoi gusti in costosi gioielli e oggetti d'antiquariato.
A metà del 1972, Mžavanadze fu pubblicamente accusato di corruzione e denunciato dai media controllati dallo Stato. Rassegnò le proprie dimissioni dal suo posto come primo segretario il 28 settembre 1972, sostituito dal suo ministro degli Interni, Eduard Shevardnadze.
È stato ampiamente speculato che Shevardnadze abbia dato una mano nella caduta del suo capo, essendo sicuramente il candidato naturale a sostituire Mžavanadze. Il 18 dicembre, Mžavanadze venne licenziato dalla sua posizione del Politburo ritirandosi in disgrazia in Georgia dove morì nel 1988.